# Boy in da Corner
A 2003-as Boy in da Corner Dizzee Rascal debütáló nagylemeze. A brit albumlistán a 23. helyig jutott, arany minősítést kapott.
Dizzee Rascal az albumért 2003-ban megnyerte a Mercury Prize-t, így az első díjazott rapper lett. Szerepel az 1001 lemez, amit hallanod kell, mielőtt meghalsz című könyvben.

## Az album dalai
|     | Cím                                   | Szerző(k)                             | Hossz |
| --- | ------------------------------------- | ------------------------------------- | ----- |
| 1.  | Sittin' Here                          | Dylan Mills                           | 4:05  |
| 2.  | Stop Dat                              | Mills                                 | 3:40  |
| 3.  | I Luv U                               | Mills                                 | 4:05  |
| 4.  | Brand New Day                         | Mills                                 | 4:00  |
| 5.  | 2 Far                                 | Richard Cowie, Mills                  | 3:07  |
| 6.  | Fix Up, Look Sharp                    | Nick Detnon, Mills, Billy Squier      | 3:44  |
| 7.  | Cut 'Em Off                           | Mills                                 | 3:53  |
| 8.  | Hold Ya Mouf                          | Jerome Dow, Mills                     | 2:55  |
| 9.  | Round We Go                           | Hector, Mills                         | 4:13  |
| 10. | Jus' a Rascal                         | Mills, Tesmond Rowe, Vanguard Vardoen | 3:39  |
| 11. | Wot U On?                             | Mills                                 | 4:50  |
| 12. | Jezebel                               | Mills                                 | 3:36  |
| 13. | Seems 2 Be                            | Mills                                 | 3:46  |
| 14. | Live O                                | Mills                                 | 3:35  |
| 15. | Do It!                                | Mills                                 | 4:06  |
| 16. | Vexed (az amerikai kiadás bónuszdala) | Mills                                 | 4:11  |

## Közreműködők
- Armour – háttérvokál
- Gareth Bayiss – design (asszisztens)
- Caramel – ének
- Dean Chalkley – borítókép
- Chubby Dread – producer
- Claire Cottrell – ének
- Nick Detnon – A&R
- Ben Drury – borító és logó designja
- God's Gift – előadó
- Nick Huggett – koordináció
- Dylan Mills – szerző
- Tesmond Rowe – szerző
- Vanguard Vardoen – szerző

## Fordítás
Ez a szócikk részben vagy egészben a Boy in da Corner című angol Wikipédia-szócikk ezen változatának fordításán alapul.  Az eredeti cikk szerkesztőit annak laptörténete sorolja fel. Ez a jelzés csupán a megfogalmazás eredetét és a szerzői jogokat jelzi, nem szolgál a cikkben szereplő információk forrásmegjelöléseként.